# Phoenicolacerta kulzeri
Phoenicolacerta kulzeri — вид ящірок родини ящіркових (Lacertidae). Мешкає в Леванті.

## Підвиди
Виділяють три підвиди:
- Phoenicolacerta kulzeri petraea (Bischoff & Müller, 1999);
- Phoenicolacerta kulzeri khazaliensis Modrý, Necas, Rifai, Bischoff, Hamidan & Amr, 2013;
- Phoenicolacerta kulzeri kulzeri (Müller & Wettstein, 1932).

## Поширення і екологія
Phoenicolacerta kulzeri мешкають на горі Гермон (на кордоні Лівану і Голанських висот), в горах Лівану і Антилівану (в Лівані і Сирії), на плато Джебель-ед-Друз в південній Сирії та в Йорданії (від Ель-Караку до Петри). Вони живуть в скелястих місцевостях, порослих кедровими і дубовими лісами, серед валунів і каміння. Зустрічаються на висоті від 1350 до 2000 м над рівнем моря, на горі Гермон на висоті понад 1500 м над рівнем моря. Відкладають яйця.

## Збереження
МСОП класифікує цей вид як такий, що перебуває під загрозою зникнення. Phoenicolacerta kulzeri загрожує знищення природного середовища.